# 파이트 오브 갓즈
파이트 오브 갓즈(Fight of Gods)는 대만의 인디 개발사 디지털 크래프터(Digital Crafter)의 대전 격투 게임이다. 세계 종교와 신화에 속하는 인물들로 구성된다. 이 게임은 종교적 내용을 이유로 말레이시아와 싱가포르에서 금지되었다. 2020년 12월 24일 일본에서 출시되었다.

## 플레이 가능한 캐릭터
- 아마테라스 오미카미
- 아누비스
- 아테나
- 벨리알
- 석가모니
- 프레이야
- 관우
- 예수
- 라미아 (히든 캐릭터)
- 마조
- 모세
- 오딘
- 산타클로스
- 시프
- 다케하야 스사노오노 미코토
- 토지신
- 제우스